# Haberniser Au
Die Haberniser Au (auch Habernisser Au, Steinberger Au, Stenbeck, dänisch: Stenbæk) ist ein Fließgewässer im Kreis Schleswig-Flensburg in der Landschaft Angeln in Schleswig-Holstein. Sie wird im Wasser- und Bodenverband Lippingau mit der Gewässernummer J geführt. Sie entspringt als verrohrtes Fließgewässer an einem Knick neunzig Meter nordöstlich des Grundstücks Hattlundmoor Nr. 38 im Ortsteil Hattlundmoor der Gemeinde Steinbergkirche. Sie fließt zunächst nach Nordosten und unterquert die Bundesstraße B 199 und das Wohngebiet von Steinbergkirche. Nördlich des Wohngebietes „An der Kanzlei“ mündet das Rohr der Haberniser Au in einen Teich und verlässt diesen wieder in einem fünfundzwanzig Meter langen Rohr mit siebzig Zentimeter Durchmesser. Danach kommt sie auf einhundertzwanzig Meter zu Tage, um wieder in einem Rohr zu verschwinden. Sie fließt in östliche Richtung, unterquert die Dorfstraße in der Gemeinde Steinberg und kommt nach einhundert Meter für einhundertdreißig Meter an die Oberfläche. Nach weiteren siebenhundertdreißig Meter in einem Rohr kommt die Haberniser Au nördlich des Steinberger Ortsteils Heisterkrog endgültig an die Oberfläche. Dann schwenkt sie zunächst nach Norden und dann nach Nordwest um im Steinbergkirchener Ortsteil Nieby nahe der Halbinsel Habernis in die Ostsee zu münden. Auf weiten Strecken bildet die Habeniser Au die Grenze zwischen den Gemeinden Steinbergkirche und Steinberg.
Die Habeniser Au hat eine Gesamtlänge von 9,4 Kilometer, wovon im Oberlauf 3,7 Kilometer unterirdisch verlaufen, siehe Karte 1. Die größten Zuflüsse sind die Gintofter Au (Gewässername J des Wasser- und Bodenverbandes Lippingau) und der Querner Mühlenbach (Gewässername K des Wasser- und Bodenverbandes Lippingau). Im neunzehnten Jahrhundert wurde im moorigen Mündungsgebiet noch Torf abgebaut. Auf der Karte des Deutschen Reiches vom Jahre 1893 sind vier Torfstiche links der Haberniser Au eingezeichnet, siehe Bild 1.
Die Au findet als Stenbeck erstmals 1648 bei Johannes Mejer Erwähnung. Der Name leitet sich von altdän. stēn ab, die Bedeutung ist Bach mit vielen Steinen, steingefüllter Bach. Der Unterlauf wird als Habernisser Au bezeichnet.

## Ökologie
Die Haberniser Au wird von der Bundesanstalt für Gewässerkunde (BfG) als berichtspflichtiges Gewässer über den ökologischen und chemischen Zustand eines Wasserkörpers an die Europäische Union zur Einhaltung der europäischen Wasserrahmenrichtlinie (WRRL) geführt. Er hat die Wasserkörperbezeichnung „Haberniser Au (Fließgewässer)“ mit der Kennung DERW_DESH_FF_07. Er umfasst den Unter- und Mittellauf der Haberniser Au bis zum Beginn der Verrohrung. An der Haberniser Au befinden sich vier Messstellen für Chemie und Biologie des Landesamtes für Umwelt des Landes Schleswig-Holstein (LfU SH), siehe Karte 2. Im Wasserkörpersteckbrief des BfG wird das ökologische Potenzial der Haberniser Au als „mäßig“ und der chemische Zustand als „nicht gut“ eingestuft, siehe auch Tabelle 1.
Für den weitgehend verrohrten Oberlauf der Haberniser Au wurde laut Digitalem Strukturverzeichnis (DSV) des Landesverbandes der Wasser- und Bodenverbände Schleswig-Holstein (LWBV), den Wasser- und Bodenverbänden (WBV) und dem Land Schleswig-Holstein (LLUR) überwiegend die Gesamtbewertung „5 - schlecht“ vergeben (in DSV-Karte rot). Der offene Mittellauf dagegen ist überwiegend mit „4 - unbefriedigend“ eingestuft worden (in DSV-Karte ockerfarben). Der Unterlauf im Landschaftsschutzgebiet „Flensburger Förde“ und dem europäischen Natura-2000-Schutzgebiet „FFH-Gebiet Küstenbereiche der Flensburger Förde von Flensburg bis Geltinger Birk“ ist mehrheitlich mit „2 - mäßig“ (in DSV-Karte hellgrün) bewertet worden. Das Mündungsgebiet wird bei Ostseehochwasser zeitweise überschwemmt. Es ist das größte naturnahe zusammenhängende Auenniederungsgebiet an der Angelner Ostseeküste. Als Besonderheit befinden sich dort die größten artesischen Quellen Angelns.

Bis zum Jahre 2028 muss gemäß WRRL für alle Gewässer in der Europäischen Union ein „guter“ ökologischer und chemischer Zustand erreicht werden.

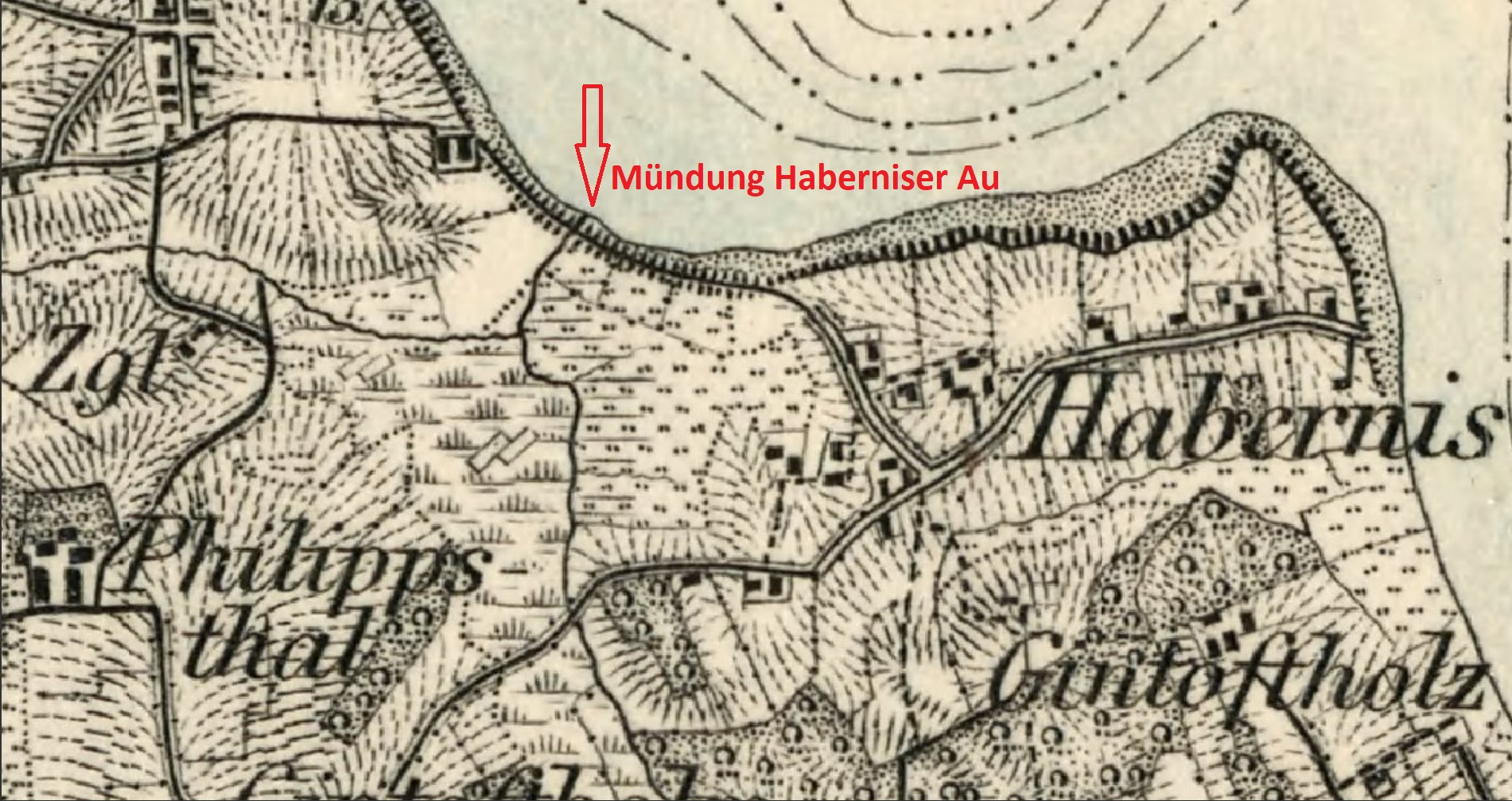
Bild 1ː Mündungsgebiet der Haberniser Au um 1893

| Wasserkörperbezeichnung | Kennung         | Wasserkörperlänge [km] | Gewässertyp                                   | Kategorie           | Ökologisches Potenzial (gesamt) | Chemischer Zustand (gesamt) | Schadstoffe mit Überschreitung der Umweltqualitätsnorm (UQN)                    |
| ----------------------- | --------------- | ---------------------- | --------------------------------------------- | ------------------- | ------------------------------- | --------------------------- | ------------------------------------------------------------------------------- |
| Haberniser Au           | DERW_DESH_FF_07 | 5,38                   | Sandgeprägte Tieflandbäche (LAWA-Typcode: 14) | erheblich verändert | mäßig                           | nicht gut                   | Nitrate, Bromierte Diphenylether (BDE), Quecksilber und Quecksilberverbindungen |

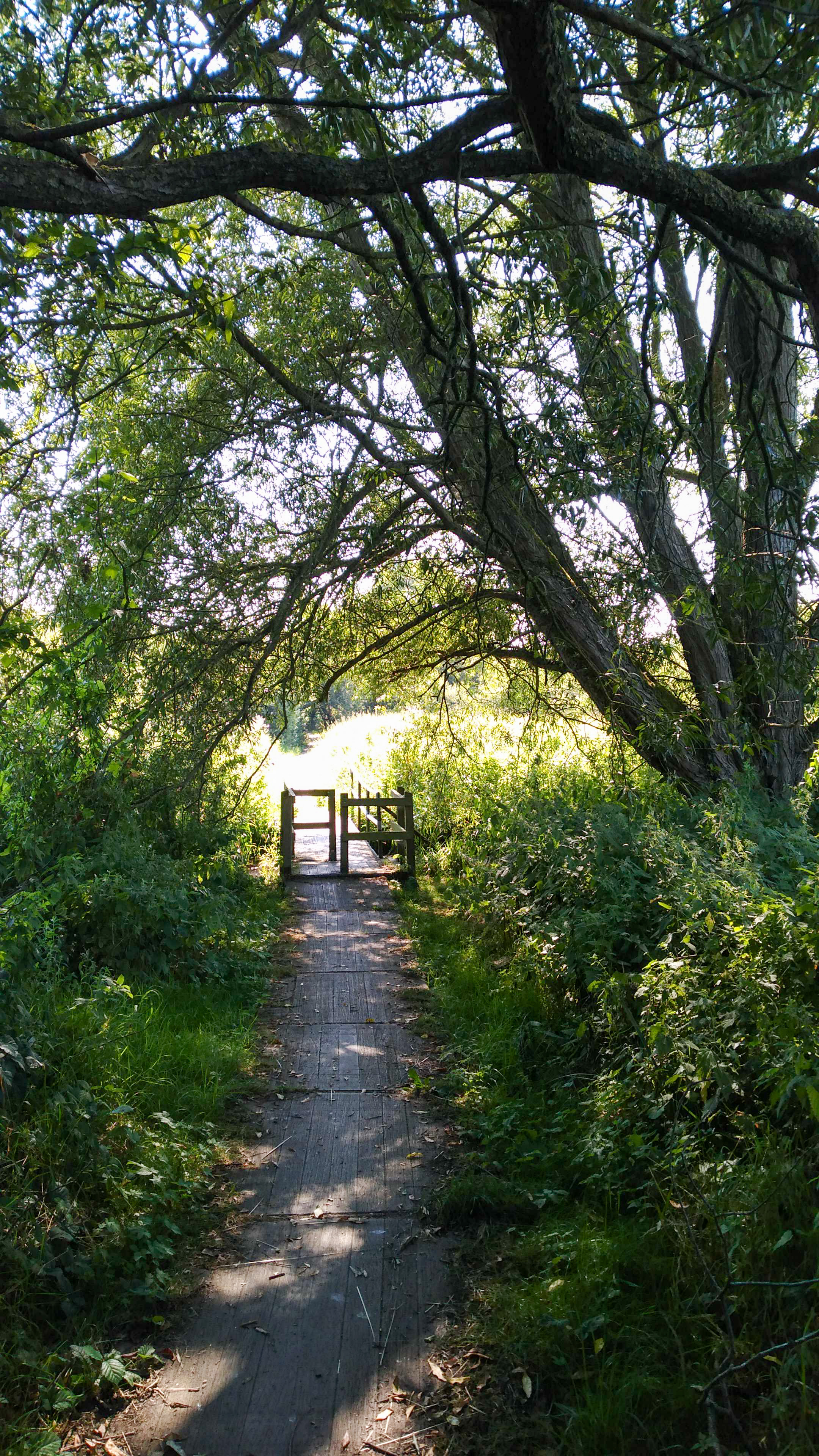
Weg zur Brücke über die Haberniser Au bei Wolsroi
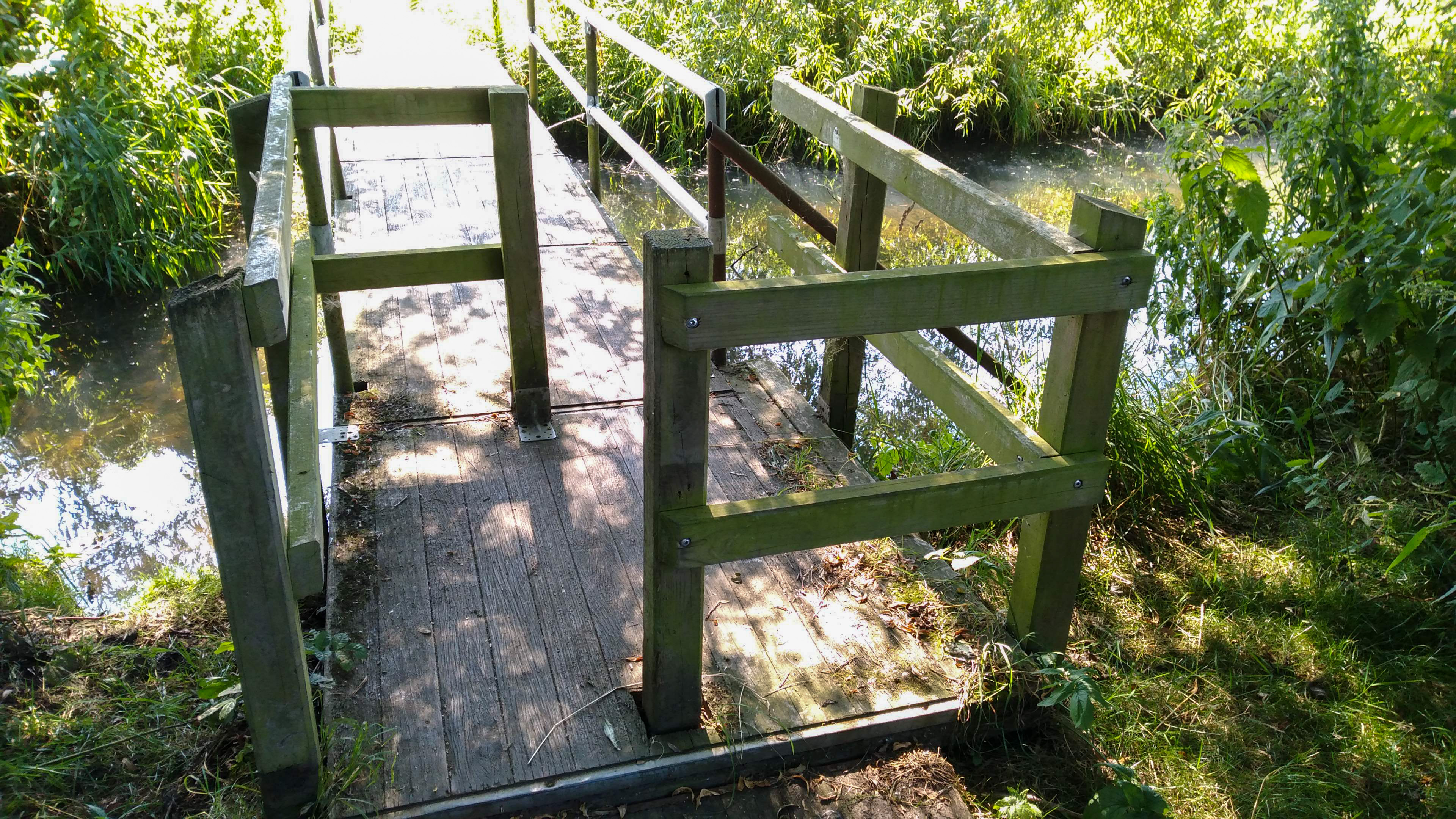
Brücke über die Haberniser Au bei Wolsroi
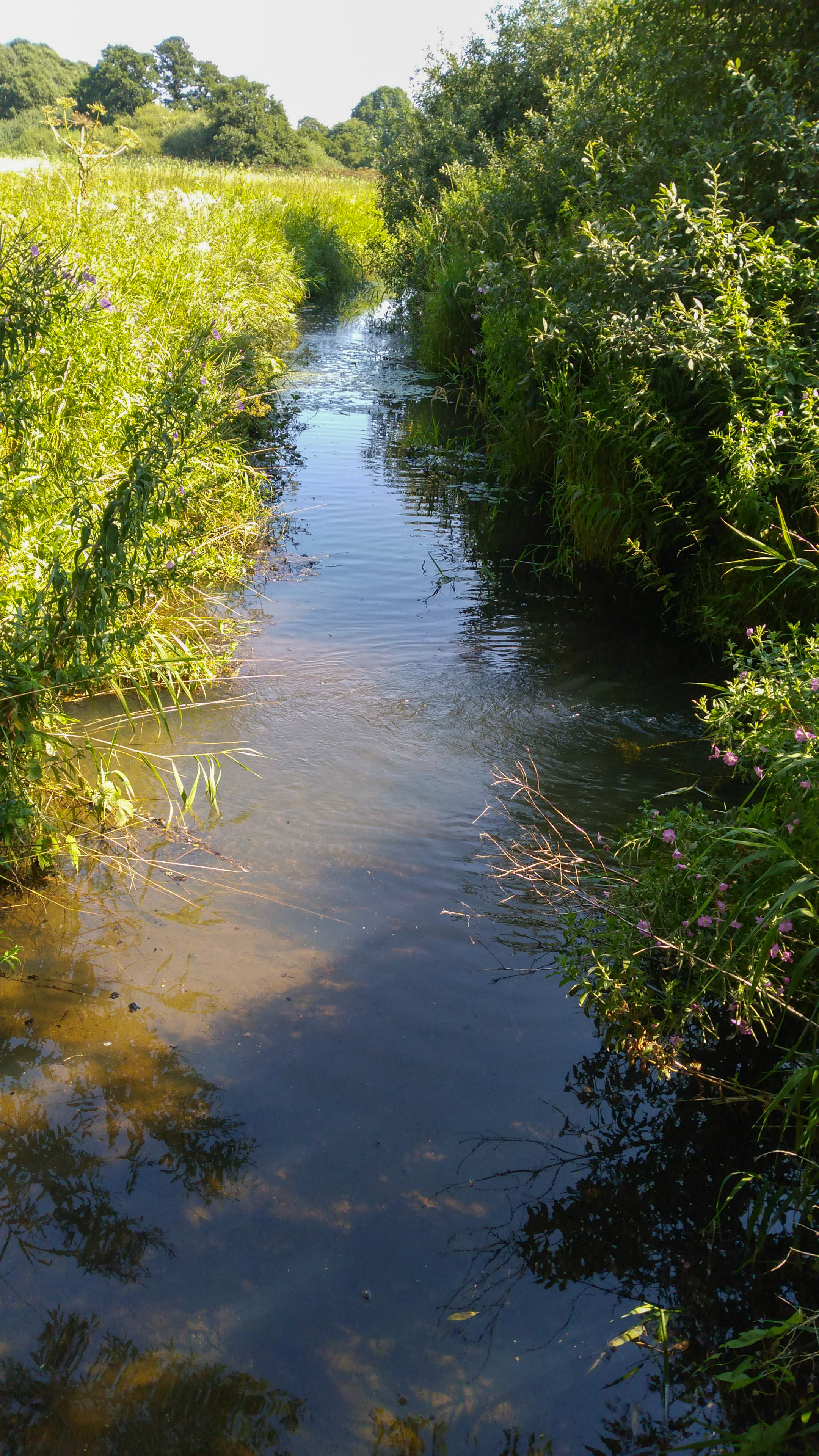
Haberniser Au bei Wolsroi
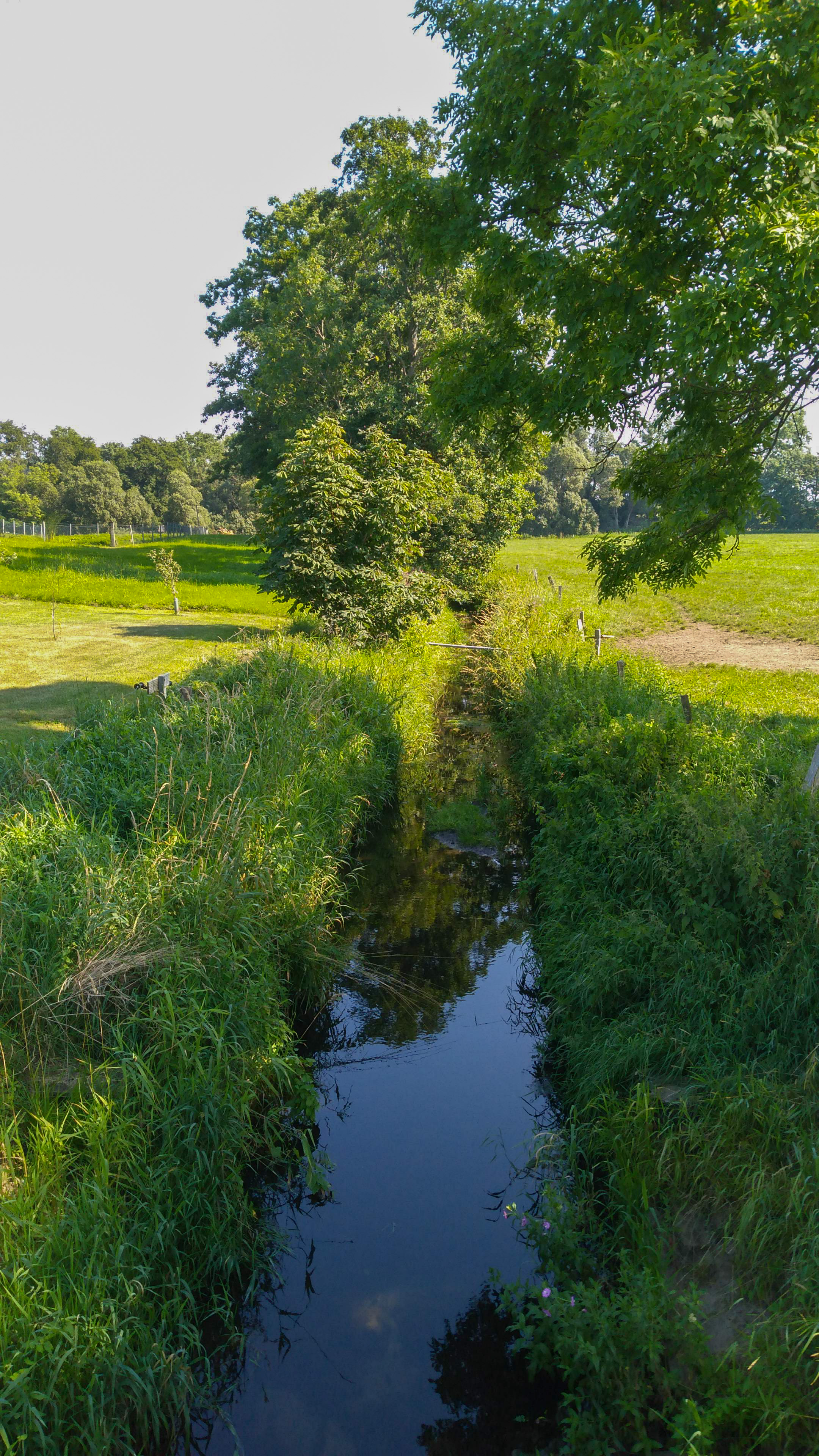
Haberniser Au bei Sternhöh Richtung Quelle
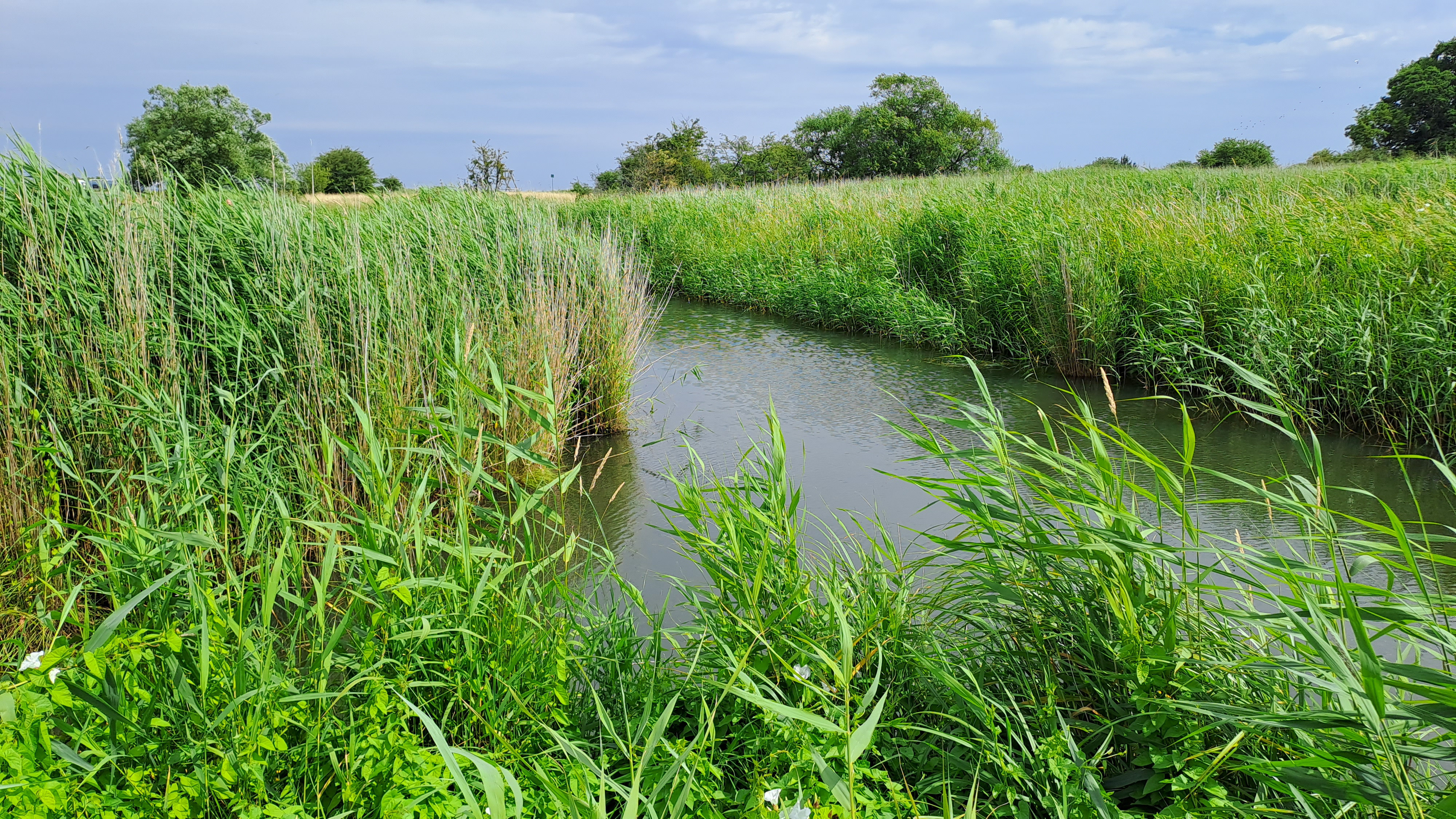
Mündung des Querner Mühlenbachs (links) in die Haberniser Au (rechts)
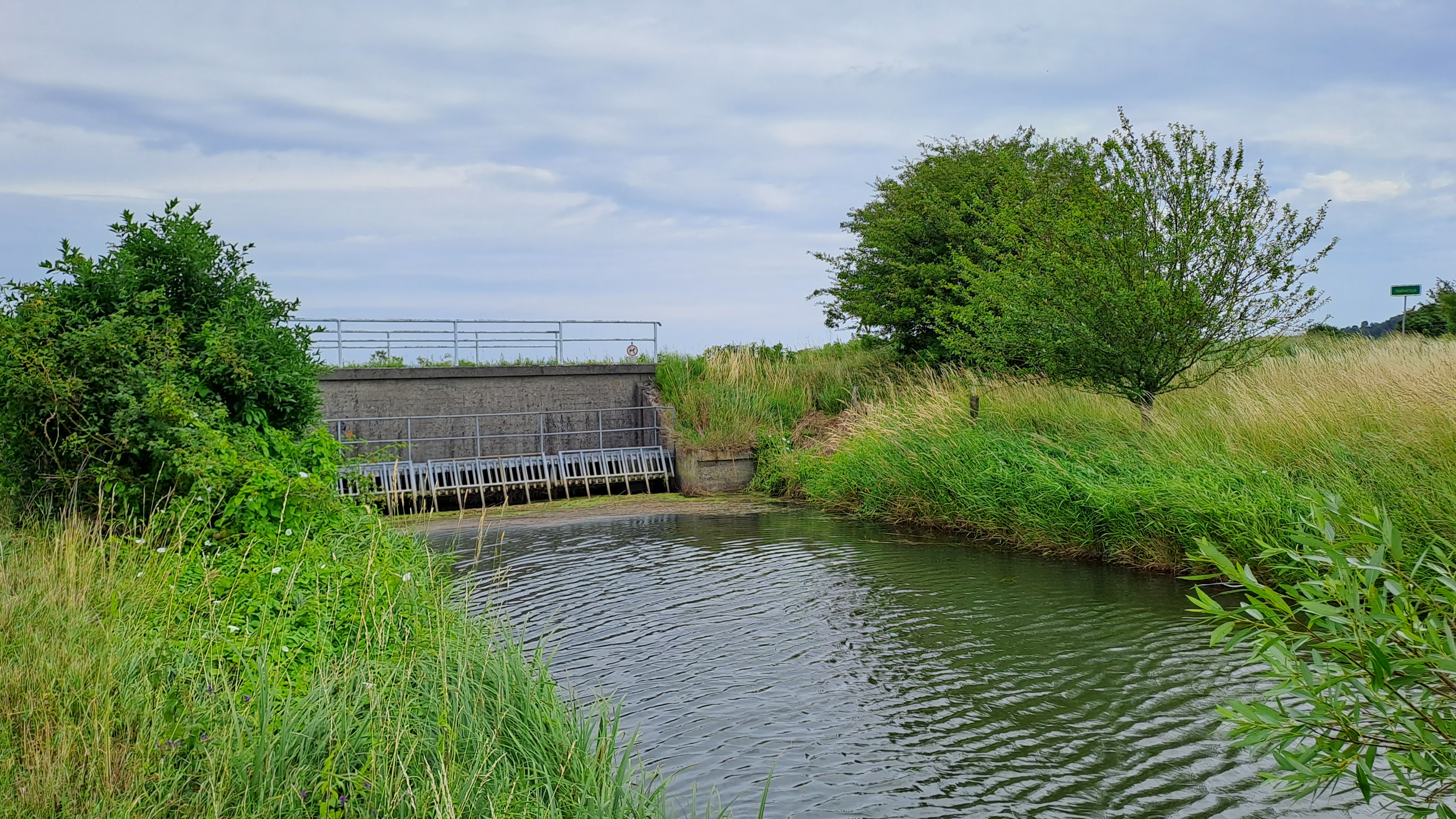
Haberniser Au vor dem Deichsiel in Habernis
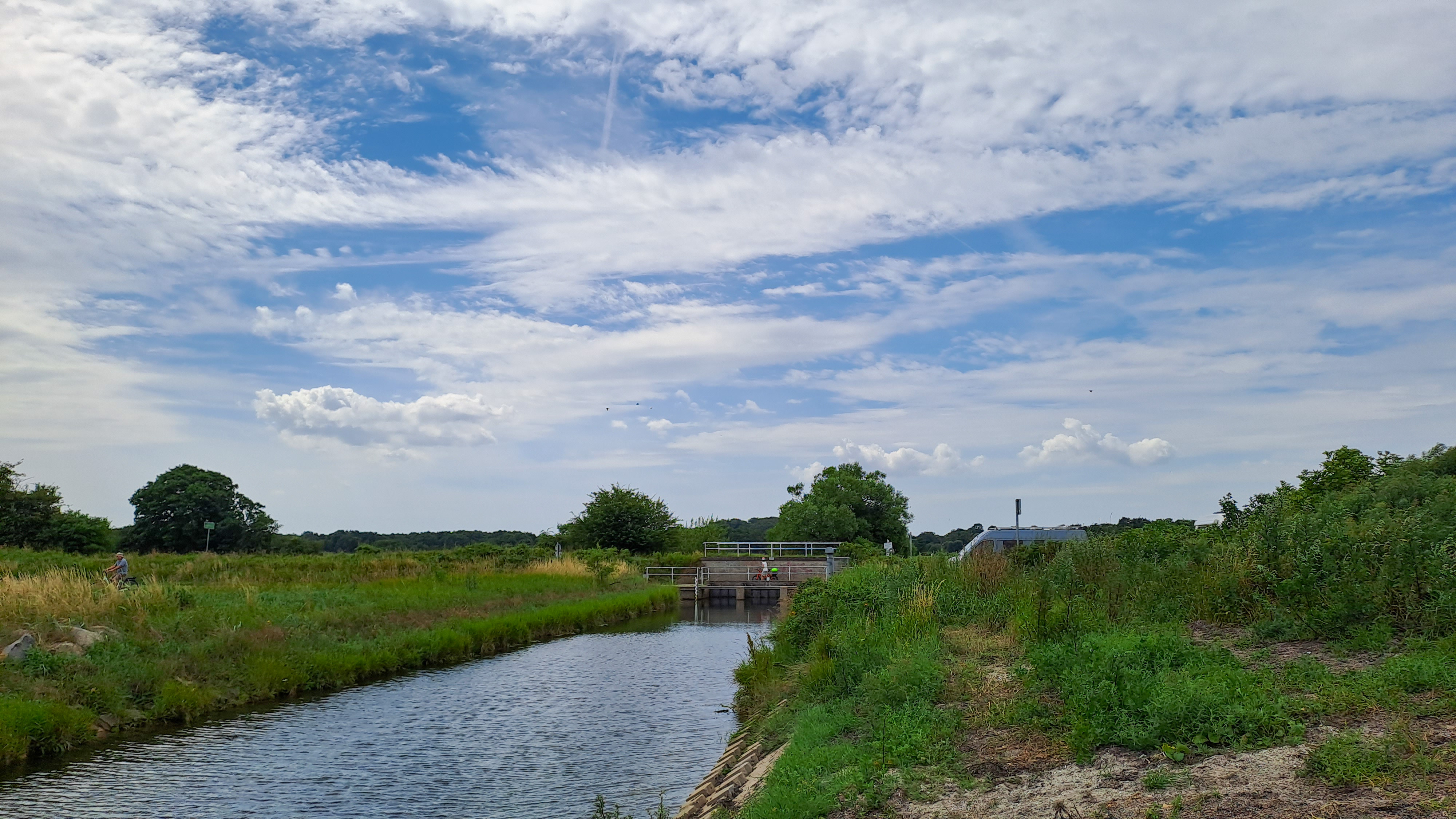
Haberniser Au nach der Querung des Deichsiels
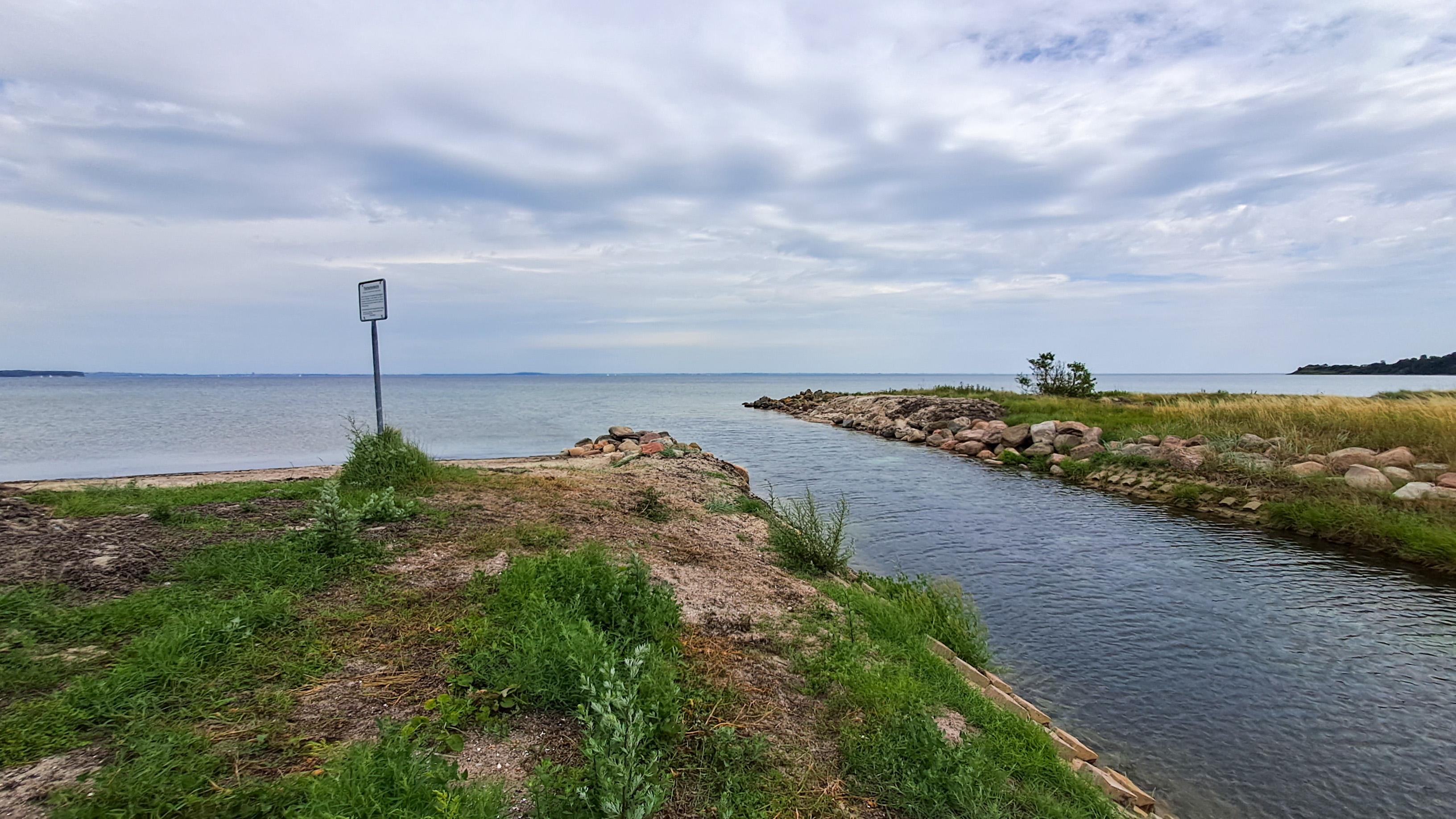
Mündung der Haberniser Au in die Flensburger Förde